# Illa Vierge
Illa Vierge (en bretó: Enez-Werc'h) és un illot de 6 ha situat a 1,5 de la costa nord-oest de Bretanya, davant del poble de Lilia. Es troba a la comuna de Plouguerneau, al departament de Finisterre. És la ubicació del far de pedra més alt d'Europa, i el "far tradicional" més alt del món. L'Organització Hidrogràfica Internacional especifica que Île Vierge marca el límit sud-oest del Canal de la Mànega.

## Història
Cap al 1450, els franciscans conventuals van establir una abadia a l'illa. El nom "Île Vierge" prové probablement d'una capella dedicada a Maria, mare de Jesús. El 1507, els monjos es van traslladar a Aber Wrac'h al continent. El 1844, l'estat francès va comprar l'illa al sieur Goyon de Coëpel per 6.000 francs.

## Els fars

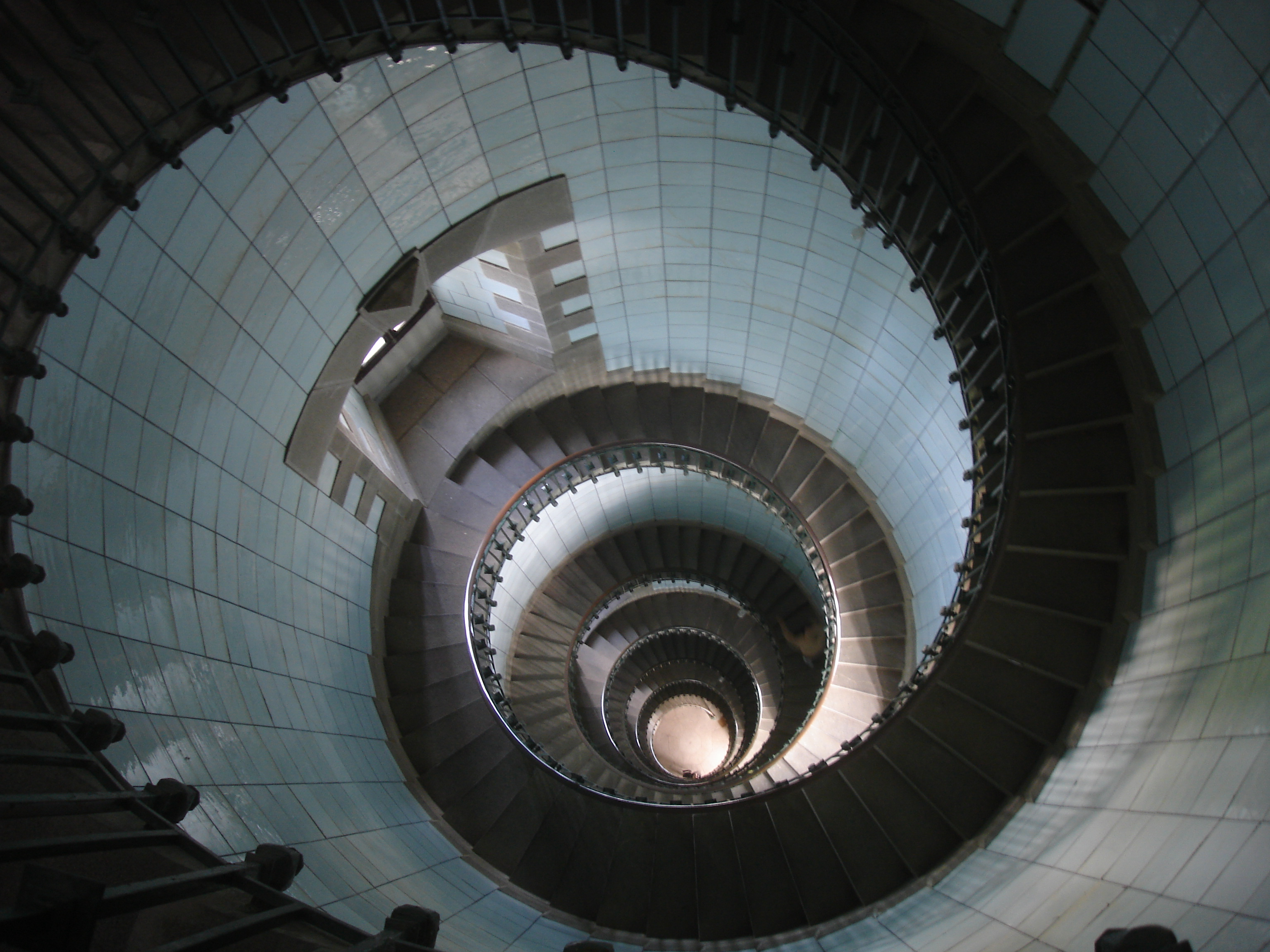
Escala interior

El primer far era una torre quadrada de 33 m d'alçada construïda el 1842–45. Va començar a funcionar el 15 d'agost de 1845, festivitat de l'Assumpció de la Mare de Déu. Tenia una llum blanca fixa visible des de 14 milles nàutiques (26 km). Va romandre en ús mentre el segon far estava en construcció el 1896–1902. El 1952 es va instal·lar una botzina, substituïda el 1993 per una balisa elèctrica.
El far més nou fa 82.5 m d'alt, fet de blocs de granit. La cara externa és un tronc de con; la cara interior és cilíndrica, folrada amb 12.500 rajoles de vidre opalí fabricades per Saint-Gobain. Hi ha cinc graons fins a la porta principal; a l'interior, 360 graons de pedra i 32 de ferro condueixen a la plataforma del llum. El llum elèctric es va instal·lar l'any 1952 a la placa giratòria mecànica original, assegut en un bany de mercuri. La placa es va substituir per un motor elèctric el 1983. La làmpada té quatre lents amb una distància focal de 0,5 m. El raig bessó dona un flaix blanc cada 5 segons, visible durant 27 km. Els generadors elèctrics es van instal·lar el 1959, complementats entre 1967 i 1994 per dues turbines eòliques. La llum i la rotació s'activen automàticament mitjançant un sensor fotoelèctric. Tot i que el far està automatitzat, el lloc encara té personal.
L'illa està oberta al públic d'abril a setembre, així com el far, amb cita prèvia. El nombre de visitants va ser de 5.944 l'any 2003; 5.974 el 2004; 7.371 el 2005. Tots dos fars són monument catalogat des de 2011.